# Баблер темноголовий
Ба́блер темноголовий (Pellorneum pyrrogenys) — вид горобцеподібних птахів родини Pellorneidae. Мешкає в Індонезії і Малайзії.

## Підвиди
Виділяють чотири підвиди:
- P. p. pyrrogenys (Temminck, 1827) — Ява;
- P. p. erythrote (Sharpe, 1883) — західний Саравак;
- P. p. longstaffi (Harrisson & Hartley, 1934) — північно-західний Калімантан;
- P. p. canicapillus (Sharpe, 1887) — північний Калімантан.

## Поширення і екологія
Темноголові баблери мешкають на Яві та на Калімантані. Вони живуть у вологих рівнинних і гірських тропічних лісах. Зустрічаються на висоті до 1300 м над рівнем моря на Яві, від 490 до 1550 м над рівнем моря на Калімантані.